# Saltstack
Saltstack ( sal para abreviar) es un software de código abierto desarrollado por GitHub y lanzado en 2011 para el público. Es una herramienta de gestión que permite automatizar la configuración de sistemas de servidores.
Saltstack opera bajo la licencia Apache y, en principio, funciona en todas las plataformas. Sin embargo, es compatible, en particular, con sistemas operativos unixoides como Unix, Linux y FreeBSD. Los ordenadores con sistema operativo Windows también pueden configurarse de forma limitada.
En septiembre de 2020, VMware adquirió la empresa.

## Principio de operación

### Visión general
Salt funciona según el modelo cliente-servidor: un proceso maestro central se ejecuta en el servidor, que distribuye la configuración almacenada allí a los ordenadores cliente (en la jerga de Salt: los Minions). La comunicación se lleva a cabo a través del protocolo ZeroMQ, asegurado por el cifrado de clave pública con AES.
Un administrador del sistema define la configuración de los ordenadores gestionados a través de archivos SLS (SaLt State), que están escritos en formato YAML. Con Salt, los clientes y grupos de ordenadores cliente pueden ser identificados a través de los llamados granos, que pueden contener cualquier propiedad. Otra abstracción, que se utiliza principalmente para almacenar información sensible, son los pilares, que se almacenan en el ordenador principal.

## Honores y premios
En 2012, la empresa Black Duck otorgó a Salt el título de "Black Duck Open Source Novato del Año". Además, durante dos años seguidos, SaltStack ha ocupado un lugar entre los diez proyectos más activos en GitHub . SaltStack también estuvo entre los ganadores del premio InfoWorld Technology of the Year 2014 y TechCrunch lo reconoce como uno de los dos proyectos más interesantes en OSCON 2013 al lado de Docker .

## Enlaces web
- Sitio web oficial Archivado el 8 de marzo de 2021 en Wayback Machine. (inglés)
- Taller: Saltstack para la gestión de la configuración del servidor (Revista ADMIN)
- Tutorial: Automatización con Saltstack (Informatik Aktuell)